# Новый Путь (Брагинский район)
Новый Путь (бел. Новы Шлях) — посёлок в Угловском сельсовете Брагинского района Гомельской области Белоруссии.

## География

### Расположение
В 10 км на север от Брагина, 32 км от железнодорожной станции Хойники (на ветке Василевичи — Хойники от линии Калинковичи — Гомель), 121 км от Гомеля.

## Транспортная сеть
Транспортные связи по просёлочной, затем автомобильной дороге Брагин-Хойники.
Планировка состоит из прямолинейной улицы, близкой к меридиональной ориентации, к центру которой с запада присоединяется короткая прямолинейная улица. Застройка двусторонняя, деревянная, усадебного типа.

## История
Основан в начале XX века переселенцами из соседних деревень. В 1931 году организован колхоз. В 1959 году в составе колхоза «Парижская Коммуна» (центр — деревня Шкураты).

## Население

### Численность
- 2004 год — 32 хозяйства, 77 жителей.

### Динамика
- 1930 год — 27 дворов.
- 1940 год — дворов, жителей.
- 1959 год — 212 жителей (согласно переписи).
- 2004 год — 32 хозяйства, 77 жителей.